# Arcyz
Arcyz (in ucraino Арциз?), nota anche con il nome russo di Arciz (in russo Арциз?) è una città  dell'Ucraina (14 355 abitanti) situata nel distretto di Bolhrad, nell'oblast' di Odessa. Ospita l'amministrazione della comunità territoriale di Arcyz, una delle comunità territoriali dell'Ucraina.
Fino al 18 luglio 2020 Arcyz era il centro amministrativo del distretto di Arcyz, abolito in seguito alla riforma amministrativa dell'Ucraina, che ha ridotto a sette il numero dei distretti dell'oblast' di Odessa. L'area del distretto di Arcyz è stata fusa nel distretto di Bolhrad.

## Storia

### La fondazione
La città sorse nel 1816 per opera di un gruppo di tedeschi, invitati dal governo russo a stabilirsi nel sud della Bessarabia, annessa all'Impero russo nel 1812. Questi migranti provenivano dalla parte della Prussia che ora è territorio polacco; un primo gruppo di ottantadue famiglie proveniva dal distretto di Kulm (attuale Chełmno), nella Prussia Occidentale, un secondo gruppo proveniva invece dal distretto di Kalisch (attuale Kalisz), nella Prussia Meridionale. La migrazione diede origine ad altri undici villaggi, a molti dei quali vennero dati nomi francesi, per ricordare le vittorie russe durante le guerre napoleoniche. Arcyz è dunque uno dei centri tedeschi della Bessarabia.
Anche Arcyz ha ricevuto il suo nome per ricordare l'omonima località francese (Arcis-sur-Aube), ove l'esercito russo ottenne un'importante vittoria durante la Battaglia di Arcis-sur-Aube. Analogamente è avvenuto per altri centri della zona, come Tarutyne, Malojaroslavec, Borodin, Leipzig, Ferschampenauis, Paris, Teplyzja (oblast di Odessa) ed altri.
Nei primi anni l'insediamento di Arcyz subì notevoli battute d'arresto, anche a causa dei cattivi raccolti. Nel 1824 fu fondata la città di Neu-Arzis ("Nuova Arcyz", in tedesco), come colonia sussidiaria, perché molte famiglie potessero risiedere più vicino ai campi, alcuni dei quali erano a 10 km dal paese. Un'epidemia di peste uccise 180 persone nel 1829 e il colera 280. 
Nel XX secolo, nel paese si svilupparono la vendita al dettaglio e una piccola industria con fabbriche di tessuti, tintorie e fabbriche di macchine agricole.
Dopo l'occupazione sovietica della Bessarabia nell'estate del 1940, seguendo quanto stabilito dal patto Molotov-Ribbentrop, i tedeschi della Bessarabia si trasferirono nel Terzo Reich nell'autunno del 1940, sotto il motto Heim ins Reich ("ritorno a casa").

### Sette Stati diversi di appartenenza
Dal 1484 al 1812, la regione in cui fu poi fondata Arcyz, il Budžak, fu parte dell'Impero Ottomano (324 anni).
Nel 1812, con il trattato di pace di Bucarest, tutto il Budžak passò all'Impero Russo e dopo quattro anni si arrivò alla fondazione di Arcyz.
Nel corso dei suoi due secoli di vita, Arcyz ha cambiato stato di appartenenza ben sei volte. Ciò è dovuto al fatto di sorgere in Bessarabia, territorio a lungo conteso. Si fornisce di seguito un elenco dei cambiamenti di stato avvenuti dalla fondazione del 1816 ad oggi.
1816–1917: Impero russo - 101  anni
1917–1918: Repubblica Democratica Moldava - 1 anno
1918–1940: Regno di Romania - 22 anni
1940–1941: Unione Sovietica (Repubblica Socialista Sovietica Ucraina) - 1 anno
1941–1944: Regno di Romania - 3 anni
1944–1991: Unione Sovietica (Repubblica Socialista Sovietica Ucraina) - 47 anni
1991–presente: Ucraina

### L'inaugurazione della ferrovia

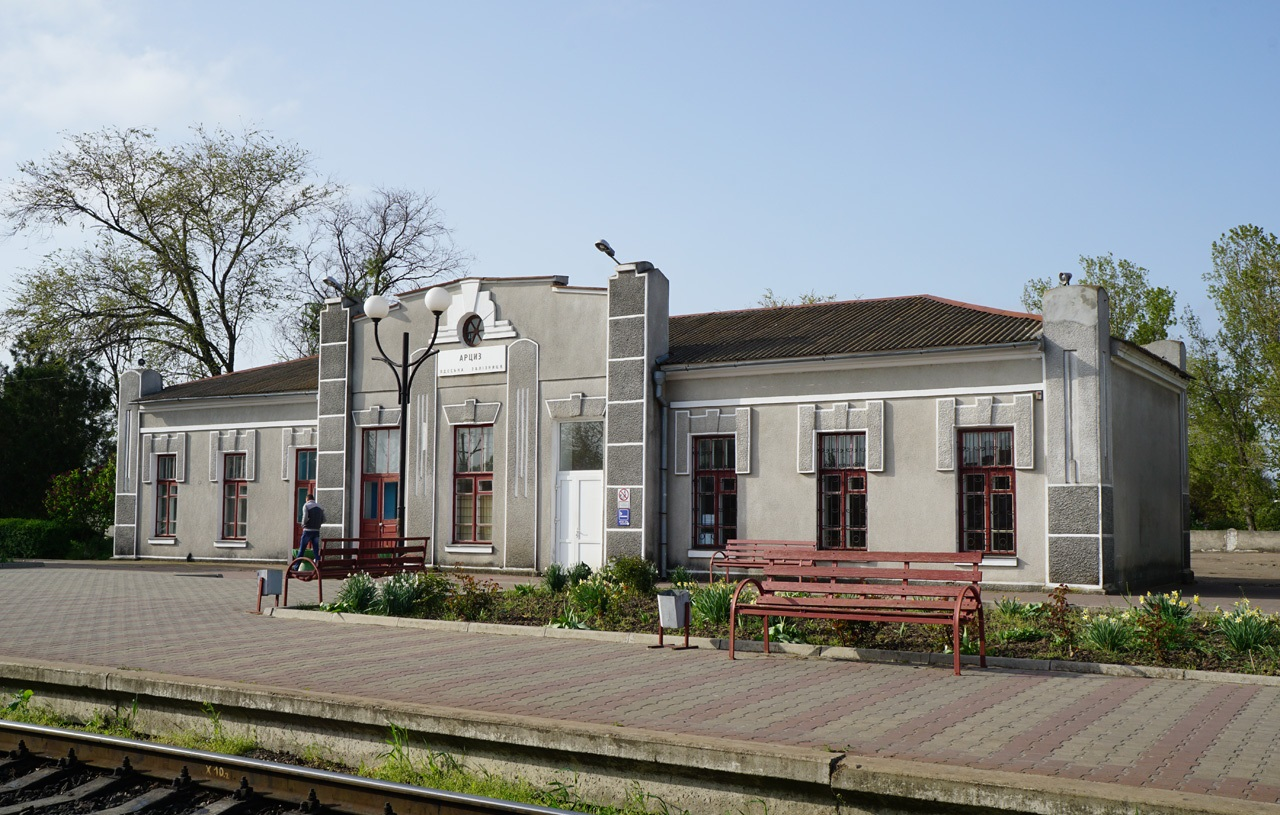
Stazione ferroviaria

Una data importate per lo sviluppo della città è il 20 febbraio 1941, quando, alla vigilia del 23º anniversario dell'Armata Rossa, fu completata la costruzione del ramo ferroviario che collega Izmaïl con Odessa, passante per Arcyz, che ebbe così finalmente la sua stazione ferroviaria; già nel 1940 il governo sovietico aveva deciso di iniziare la costruzione del primo tratto di questa linea: i 90 chilometri da Arcyz ad Izmail, il porto principale del tratto ucraino del Danubio.
Dopo anni di un declino che sembrava irreversibile del traffico ferroviario nella stazione di Arcyz, dal 24 settembre 2016 la città è attraversata ogni giorno dal treno passeggeri notturno ad alta velocità Дунай (Dunaj - "Danubio"), che collega la città verso nord-est con Belgorod Dnestrovskij, Odessa, Kiev e Vinnycja, e verso sud-ovest con Izmaïl.
Una seconda linea ferroviaria fa capo ad Arcyz: si tratta della ferrovia della Bessarabia, che collega la città con Berezino; un tempo questa linea ferrata arrivava sino a Bessarabiskaya.

## Luoghi di interesse
Numerose statue risalenti al periodo sovietico abbelliscono le zone verdi di Arcyz; tra queste si segnalano il monumento ai conquistatori del cosmo (покорители космоса) e il memoriale della Seconda Guerra Mondiale (Братська могила радянських воїнів). Tra le sculture più recenti, notevole è il busto del poeta ucraino Taras Ševčenko, installato il 10 novembre 2006.
La statua sovietica dedicata a Lenin, che era posta nella piazza principale, nel 2014 è stata dipinta con i colori della bandiera ucraina e nel 2015 è stata abbattuta; entrambe le azioni sono state compiute da ignoti. La stessa sorte hanno subito altre due statue di Lenin che erano collocate ad Arcyz, ma in questo caso su decisione del consiglio comunale.
Tra gli edifici, si segnala la chiesa luterana, risalente al 1880, testimonianza della fondazione tedesca della città. Fu costruita e messa in funzione dalla comunità tedesca, che aveva promosso una raccolta dei fondi necessari.
Tra le altre architetture, sono interessanti la sede dell'Ufficio del registro e la sede dell'Unione dei consumatori del distretto, già case d'abitazione, risalenti al XIX secolo.
Sculture ed edifici notevoli

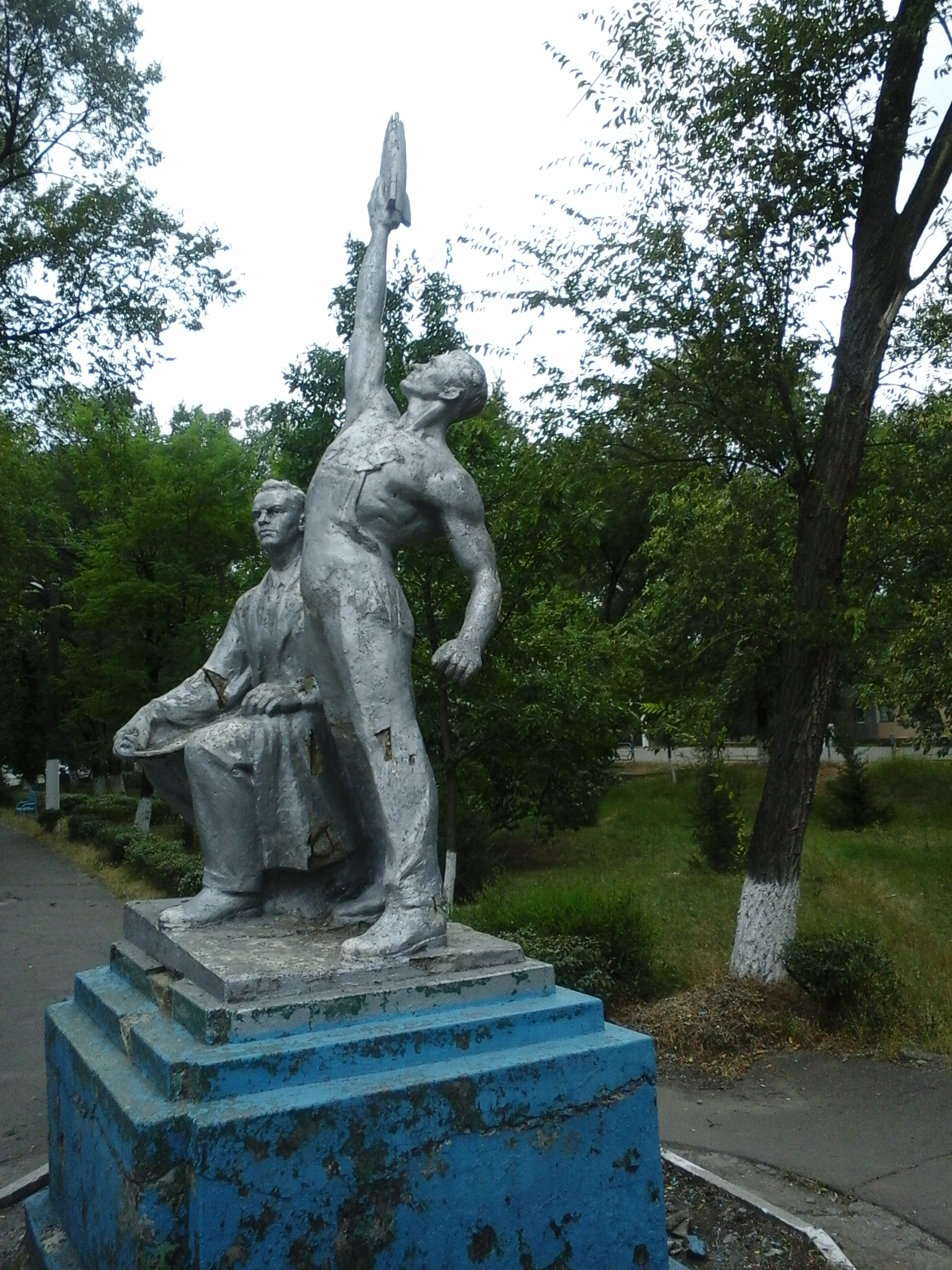
Monumento ai cosmonauti
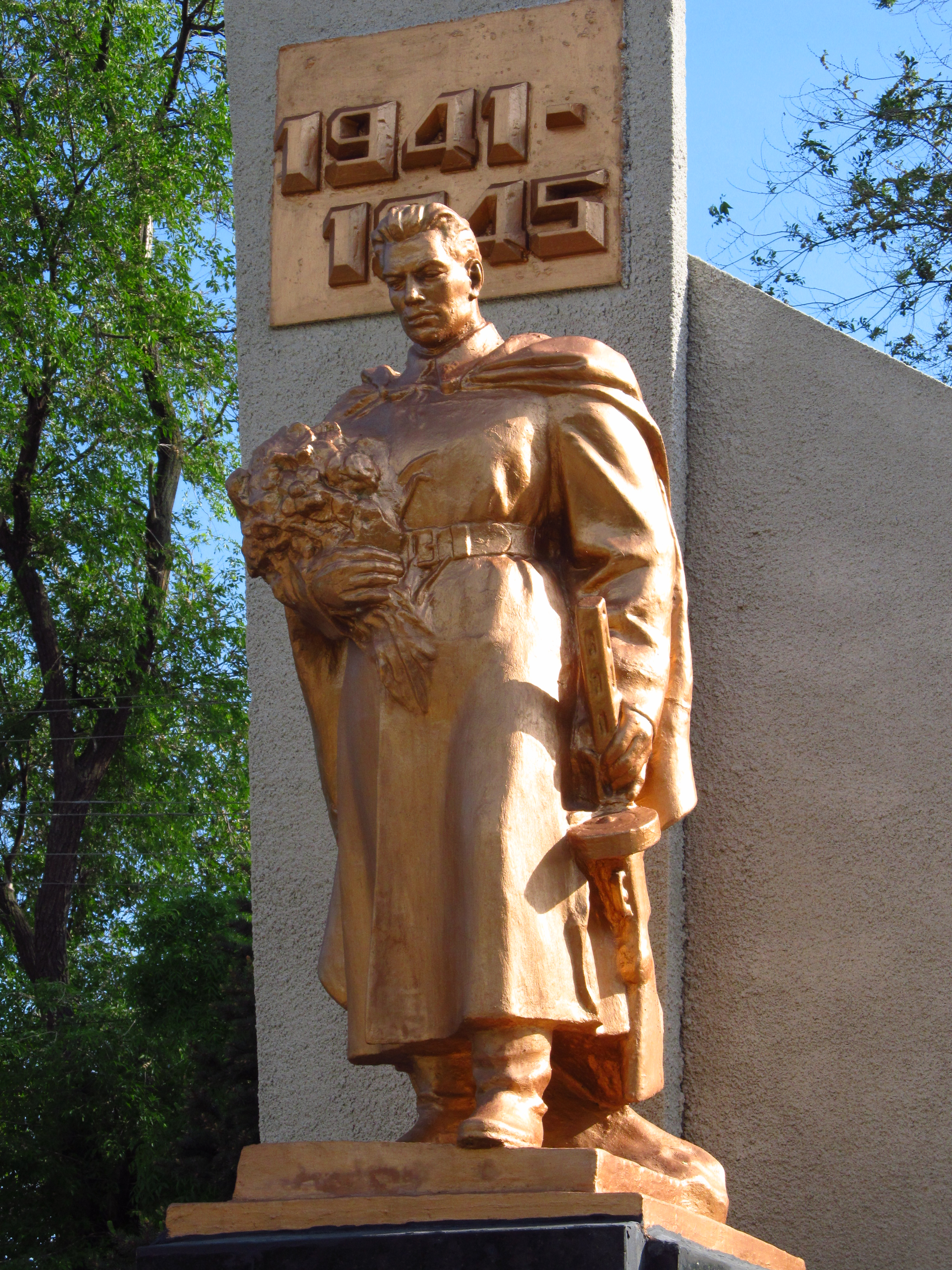
Memoriale della Seconda Guerra Mondiale
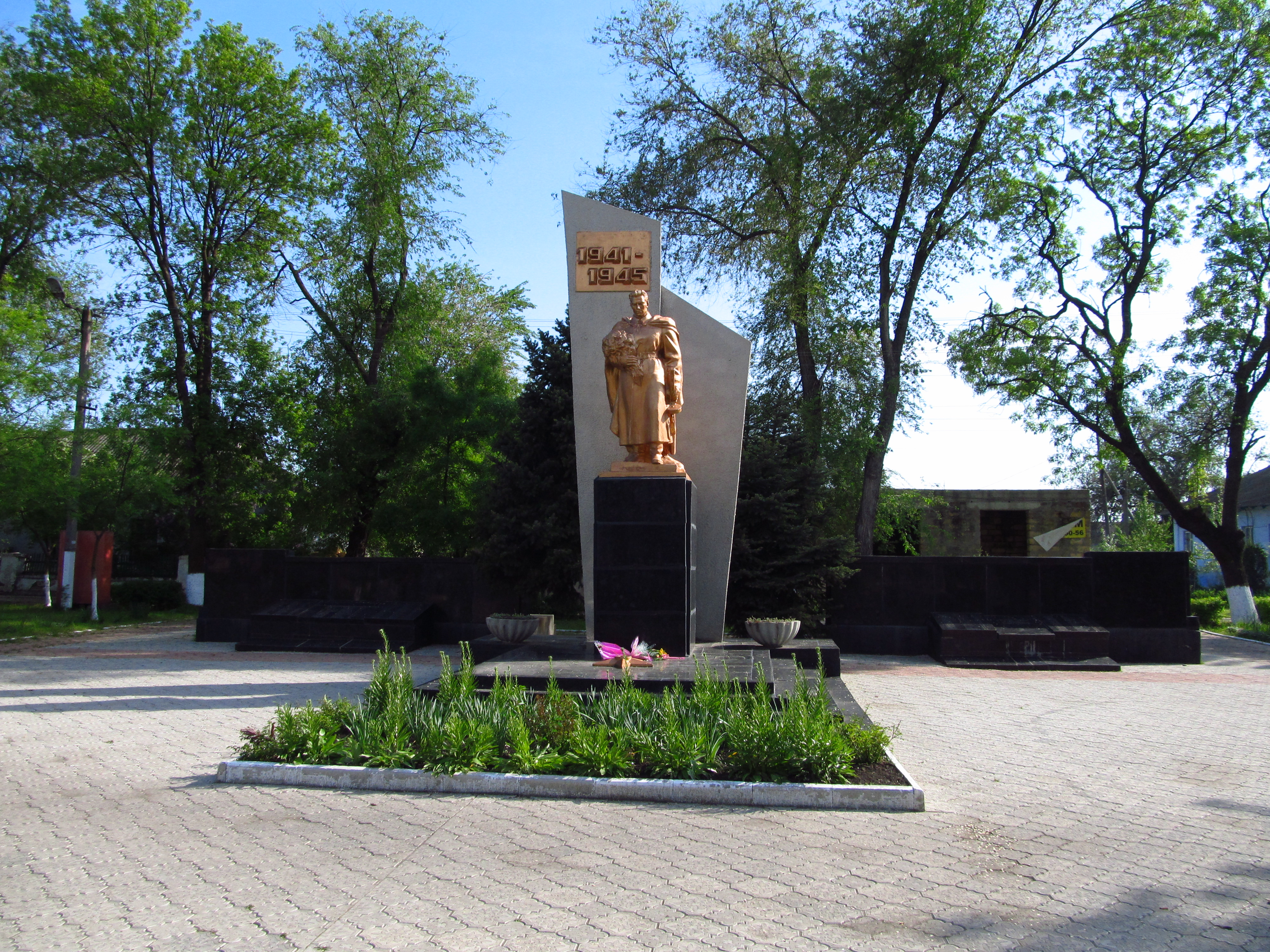
Memoriale della Seconda Guerra Mondiale (veduta d'insieme)
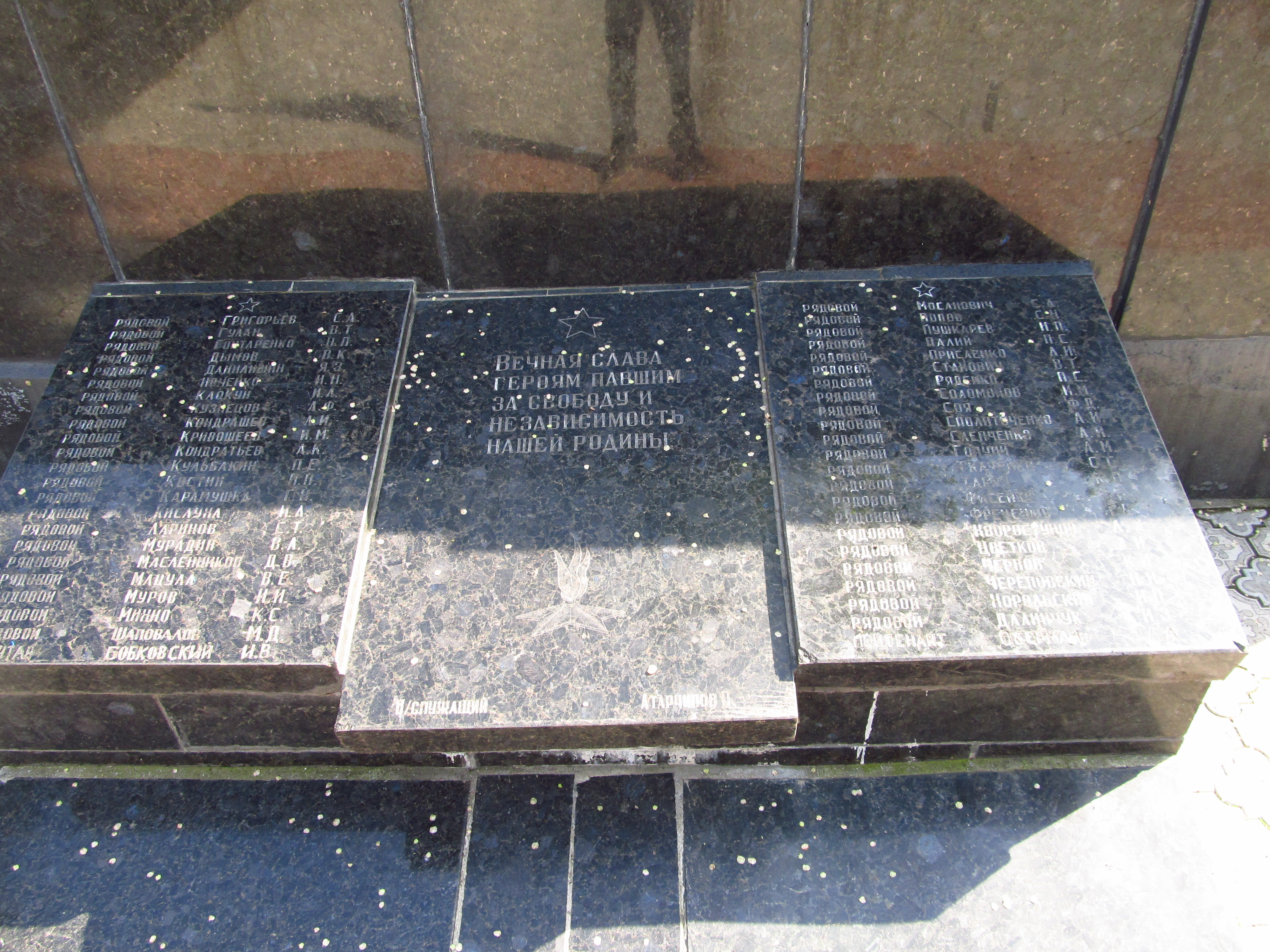
Iscrizione sul memoriale della Seconda guerra mondiale
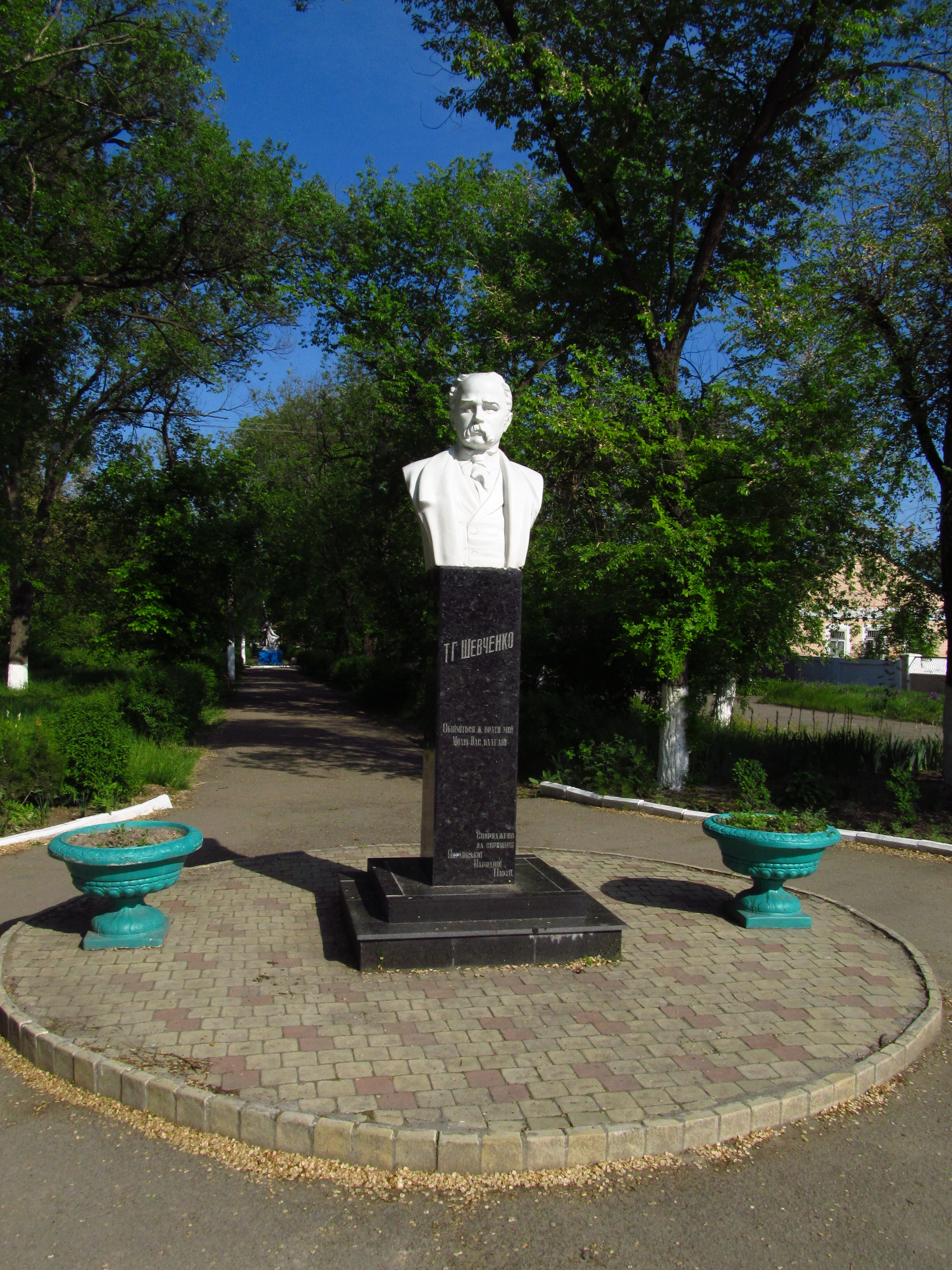
Busto del poeta Taras Ševčenko
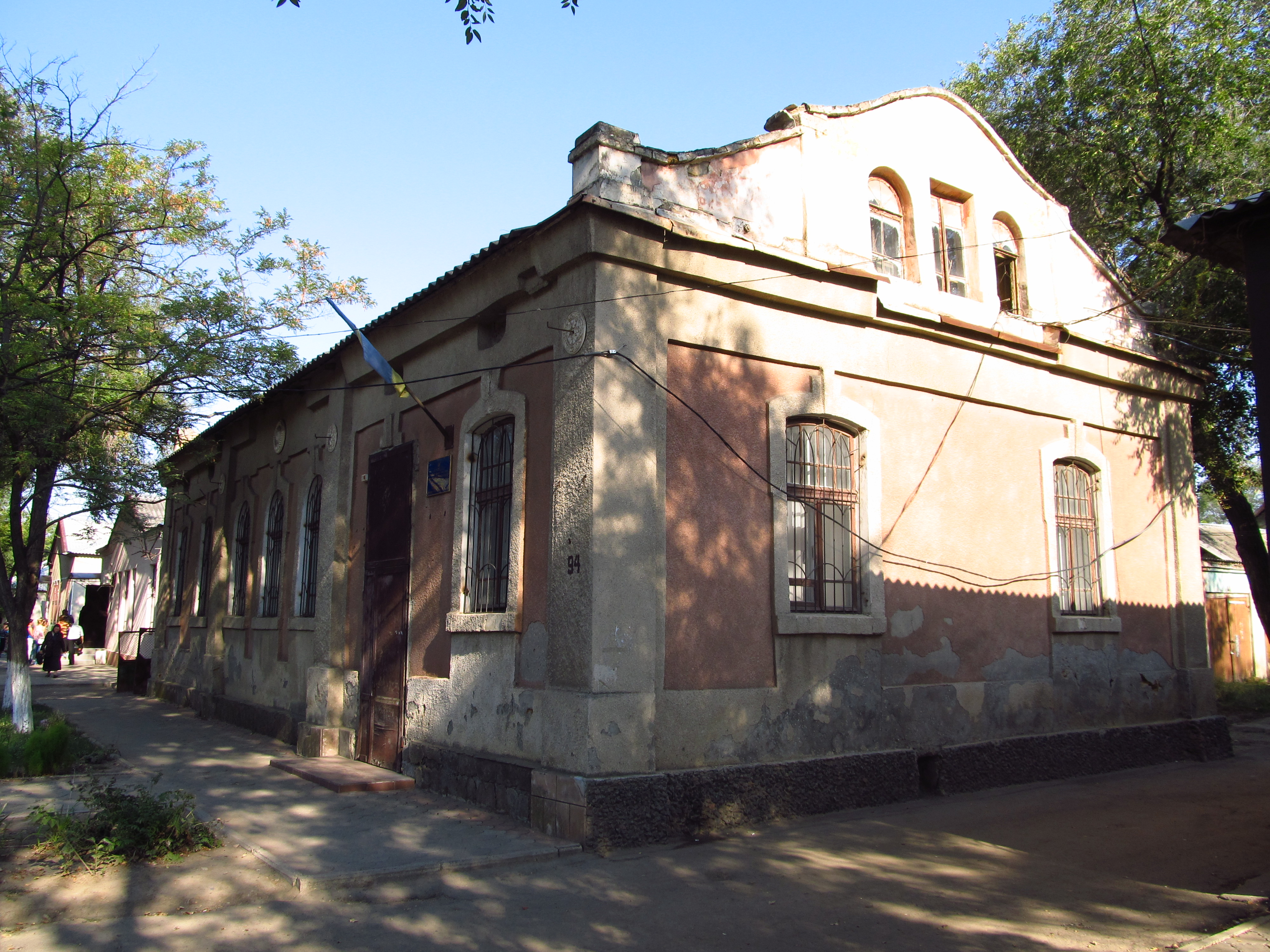
Casa di abitazione del XIX secolo, attualmente sede dell'Ufficio del Registro
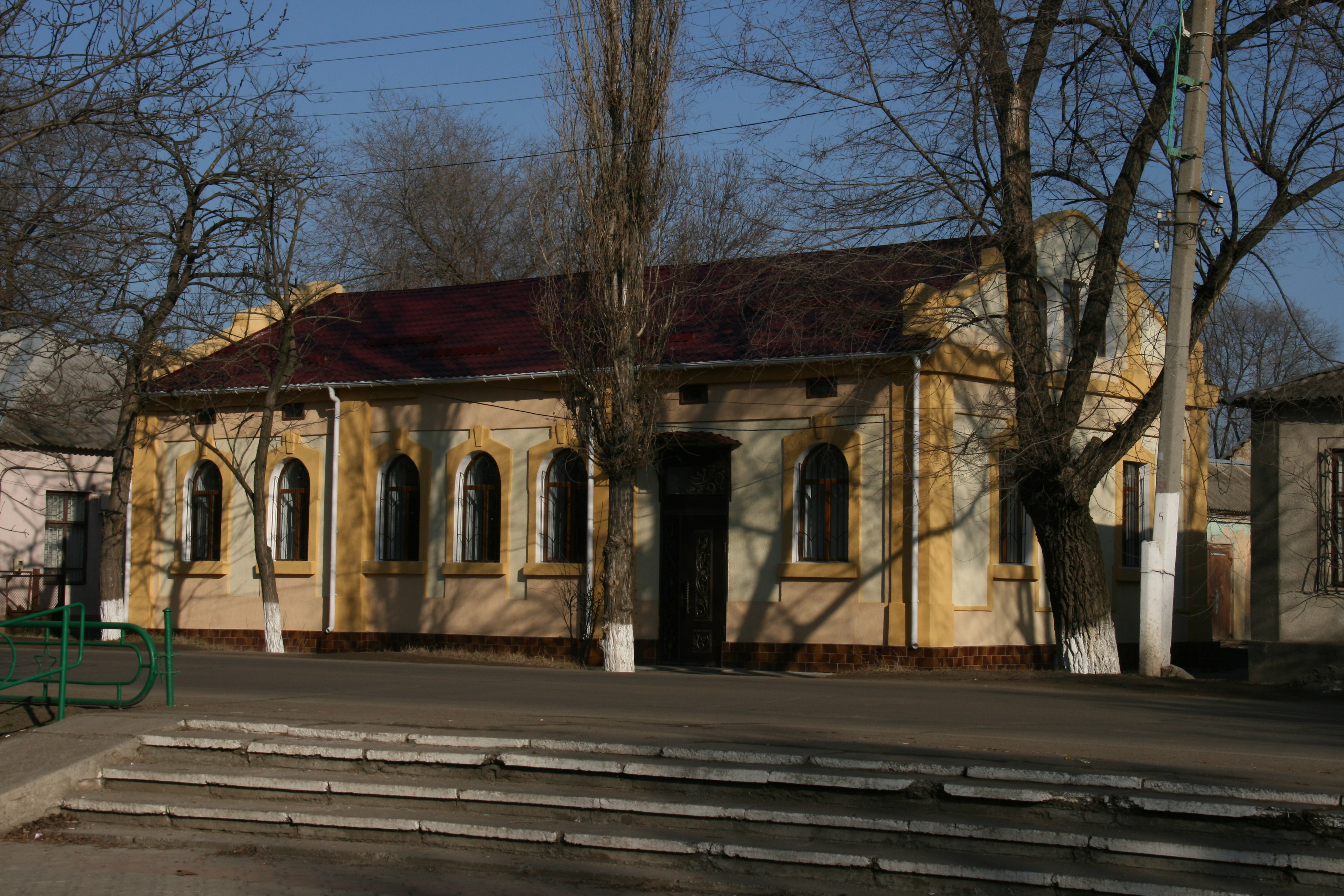
Sede dell'Ufficio del Registro, veduta frontale

## Popolazione
| Lingua ucraina | Lingua russa | Lingua bulgara | Lingua moldava | Lingua romaní | Lingua gagauza |
| -------------- | ------------ | -------------- | -------------- | ------------- | -------------- |
| 22,57 %        | 66,51 %      | 7,90 %         | 1,48 %         | 0,47 %        | 0,41 %         |

| etnia ucraina | etnia russa | etnia bulgara | etnia moldava |
| ------------- | ----------- | ------------- | ------------- |
| 30 %          | 26 %        | 18 %          | 4 %           |

## Galleria d'immagini

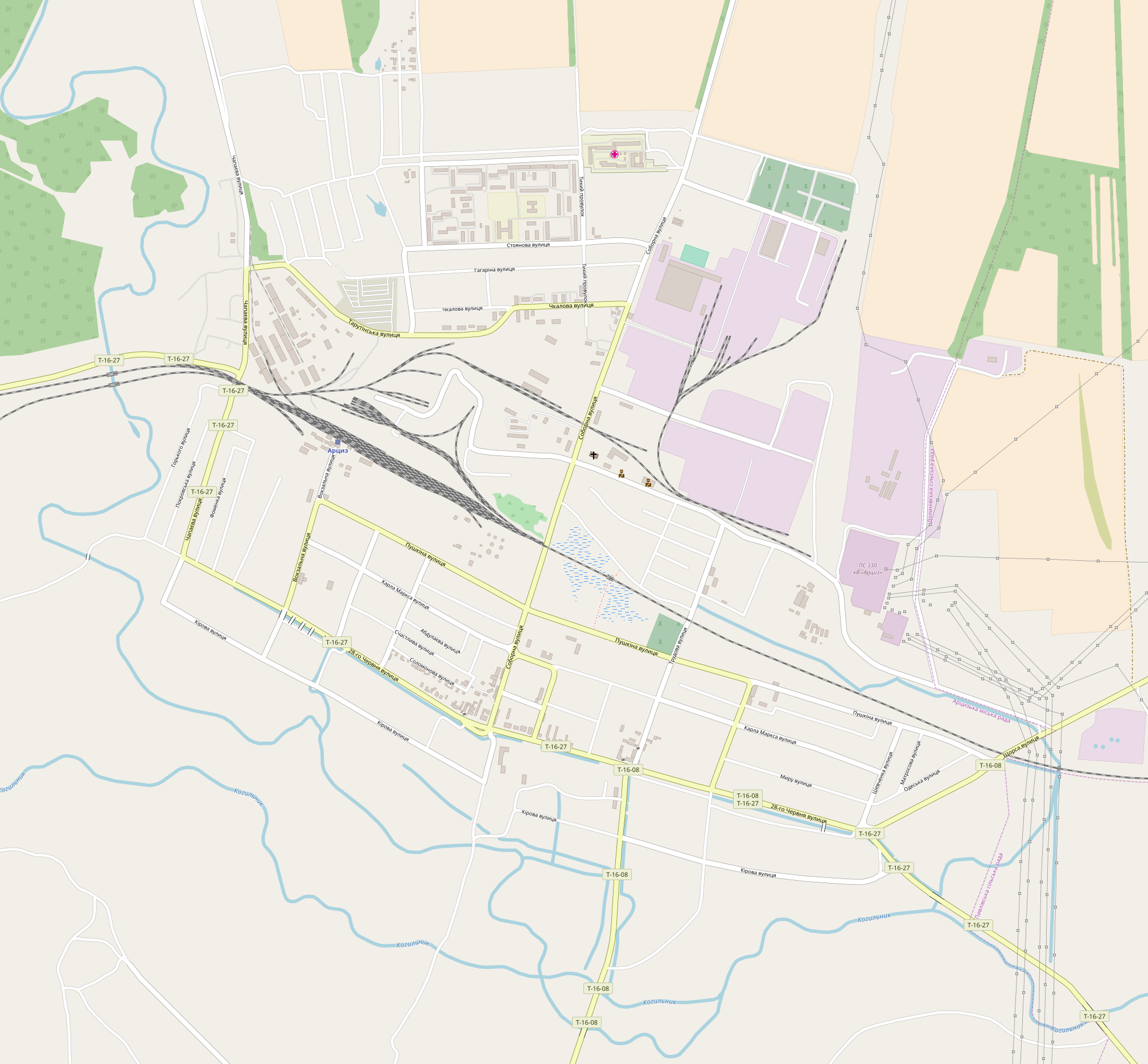
Mappa topografica
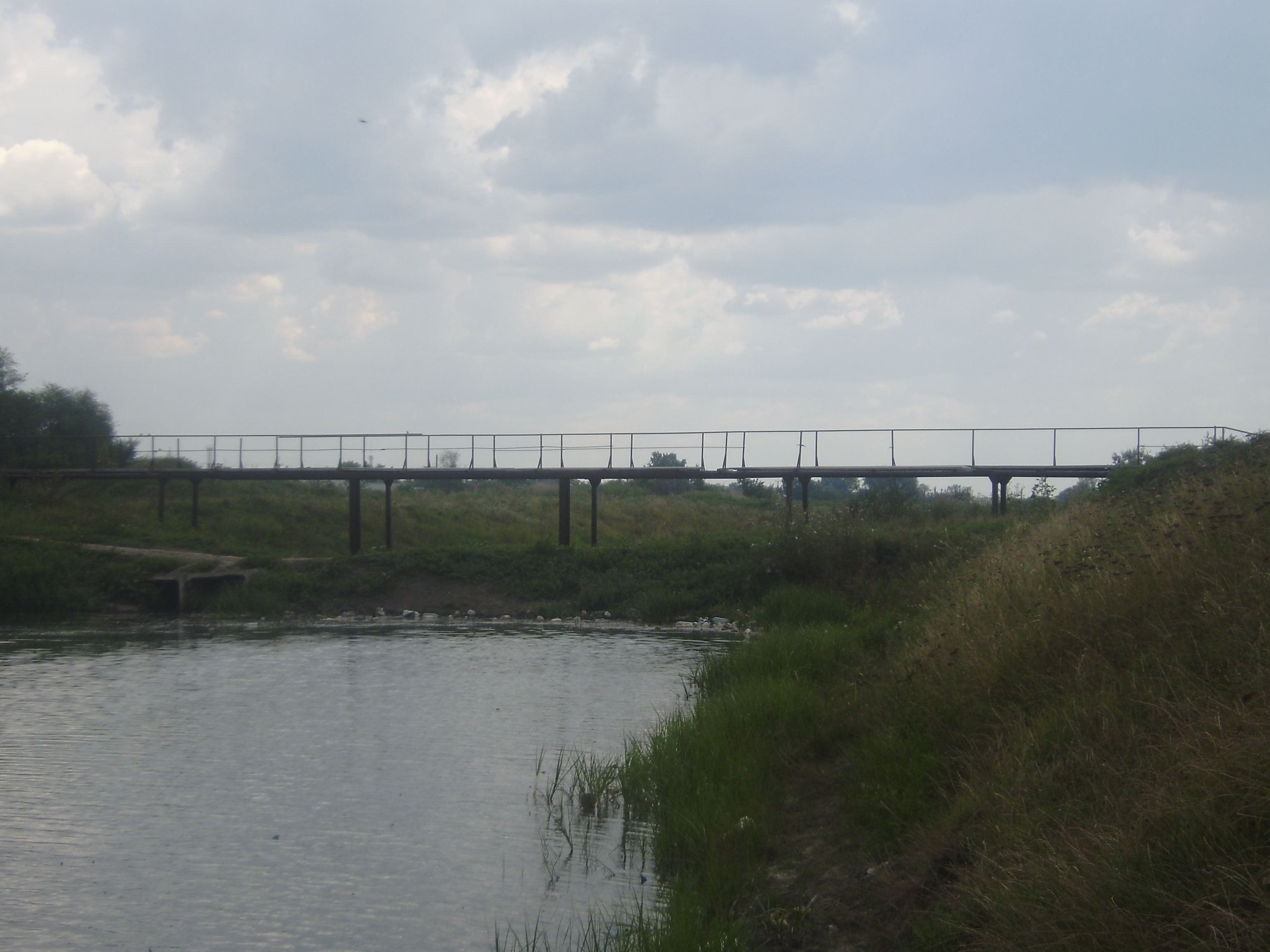
Ponte sul fiume Ciaga (in ucraino: Чага)
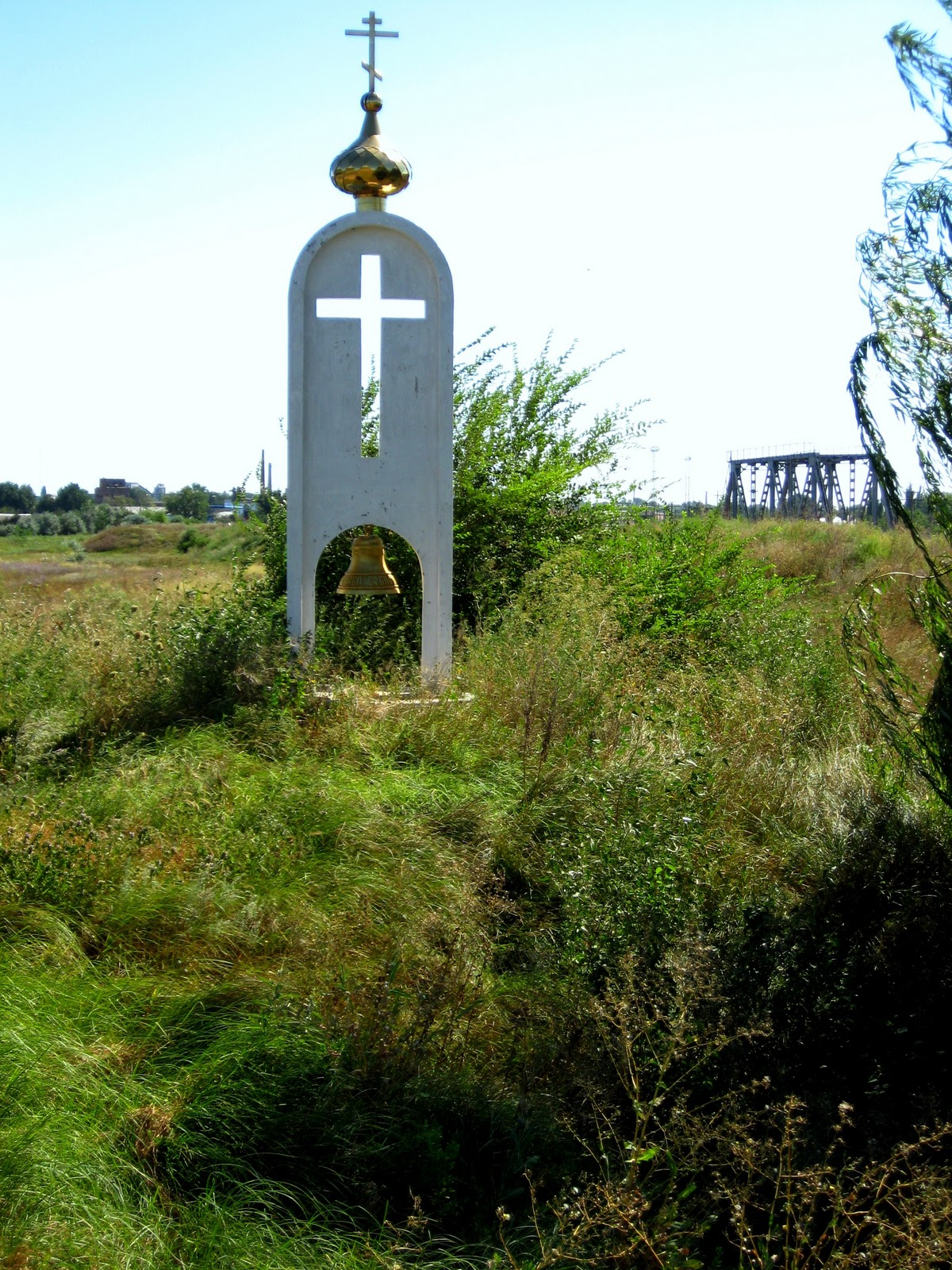
Prima di entrare in Arcyz (provenendo da Tarutyne)